# Ida Craddock
Ida Craddock (Filadelfia, 1º  agosto 1857 – New York, 16 ottobre 1902) è stata una mistica, attivista e scrittrice statunitense.
Sostenitrice della libertà di parola e dei diritti delle donne, scrisse molte opere sulla sessualità e venne condannata e arrestata per reati contro il pudore.

## Biografia
Nacque a Filadelfia. All'età di cinque mesi rimase orfana di padre. Ricevette un'educazione quacchera dalla madre, che la istruì a casa. All'età di vent'anni tentò di entrare all'Università della Pennsylvania, ma nel 1882 il consiglio di amministrazione dell'università rifiutò la sua ammissione, nonostante avesse superato gli esami richiesti.
Per un breve periodo insegnò stenografia al Girard College, iniziando a interessarsi all'occultismo. Intorno al 1887 si iscrisse alla Società Teosofica e scrisse diverse opere di letteratura mistica. Dichiarandosi libera pensatrice, iniziò a lavorare all'American Secular Union di Filadelfia. Continuò a interessarsi all'occultismo e all'esoterismo, in particolare agli aspetti religiosi ed erotici dello yoga. Dopo che affermò di avere una relazione con un angelo di nome Soph, la madre tentò di farla ricoverare in un istituto.
Negli anni successivi si trasferì a Chicago. Aprì un ufficio in Dearborn Street, dove offriva consulenze sessuali a coppie sposate. Divenne nota a livello nazionale per la sua battaglia contro le leggi federali a tutela del pudore, difendendo apertamente la controversa esibizione delle danzatrici del ventre "Little Egypt" alla Fiera Colombiana di Chicago del 1893.
Scrisse numerosi manuali sessuali, all'epoca considerati osceni. A causa della loro distribuzione, venne arrestata per alcuni mesi e ricoverata in un ospedale psichiatrico.

## Accuse e arresto
Nel 1902, dopo aver pubblicato Right Marital Living e The Wedding Night e averli distribuiti via posta, Craddock venne incriminata. Si rifiutò di dichiararsi incapace di intendere e di volere, e scontò tre mesi di prigione a Roosevelt Island. Dopo il suo rilascio, venne nuovamente arrestata da Anthony Comstock, ispettore dell'United States Postal Inspection Service, per aver violato le leggi Comstock e venne condannata a cinque anni di carcere. Il giudice considerò The Wedding Night talmente osceno che ne impedì la lettura ai giurati durante il processo.

## Morte ed eventi postumi
Il 16 ottobre 1902, il giorno prima di essere trasferita in un penitenziario federale, si suicidò tagliandosi le vene dei polsi. In una lettera di suicidio attribuì la sua morte a Comstock, che si era schierato contro di lei sia nella questione delle Little Egypt, sia durante i processi successivi presso la corte federale.
Circa dieci anni dopo la morte di Craddock, l'avvocato e scrittore newyorkese Theodore Schroeder, sostenitore della libertà di parola e psicoanalista amatoriale, si interessò alla sua vita e alle sue opere. Raccolse parecchio materiale, tra cui lettere, libri, manoscritti e concluse che Craddock avesse avuto almeno due relazioni sentimentali, cosa che lei negò per tutta la vita.
Le tecniche sessuali descritte in Psychic Wedlock vennero riportate nel libro Sex Magick di Louis T. Culling.
Le opere di Craddock sono conservate nelle collezioni speciali presso la Southern Illinois University a Carbondale. La sua lunga battaglia con Comstock venne rappresentata nell'opera teatrale Smut di Alice Jay e Joseph Adler, la cui premiere è stata nel 2006 al GableStage presso il Coral Gables Biltmore Hotel di Miami. Nel 2010, dopo quasi un secolo in cui le sue opere sono rimaste fuori stampa, la Teitan Press ha pubblicato Lunar and Sex Worship con una prefazione del filosofo Vere Chappell, a cui sono seguite altre pubblicazioni.

## Opere principali
- The Danse du Ventre (1893)
- Heavenly Bridegrooms (1894)
- Psychic Wedlock (1895)
- Heaven of the Bible (1897)
- Letter To A Prospective Bride (1897)
- Telepathy Between the Sexes (1900)
- The Marriage Relation (1900)
- The Wedding Night (1900)
- Right Marital Living (1901)
- Lunar & Sex Worship (1902)